# Kaixin001
Kaixin001 (кит. упр. 开心网, пиньинь Kāixīnwǎng; также известна как Happy Net) является китайской социальной сетью, запущенной в марте 2008 года.
В 2009 году сайт Kaixin001 стал тринадцатым по популярности веб-сайтом в Китае, согласно данным Alexa Internet.

## Конкуренция
Успех Kaixin001 частично связан с Великим китайским файерволлом. Из-за постоянного блокирования других социальных сетей, таких как Myspace, Facebook, Twitter и Youtube с лета 2009 года, после беспорядков в Урумчи, многие китайские граждане обратились ко внутренним сайтам, поэтому количество участников на Kaixin001 резко возросло.
20 мая 2009 года Kaixin001 формально подал иск на Qianxiang Group по обвинению в нечестной конкуренции. Qianxiang Group, которая владеет одной из самых популярных в Китае социальных сетей Renren.com, купила домен kaixin.com и запустила клон Kaixin001.

## Приложения
Клон Kaixin001 привнёс на китайский рынок несколько самых популярных приложений из Facebook прежде остальных. Например:
- Friends for Sale (Друзья на продажу): Игра, в которой пользователи могут оценивать и продавать своих друзей;
- Happy Farm (Счастливая ферма, в русском варианте «Счастливый фермер»): Пользователи могут выращивать свой урожай и красть растения у своих друзей. Существует мнение, не лишённое оснований, что оригинал этой игры именно китайский.[9]